# Vom Gießen des Zitronenbaums
Vom Gießen des Zitronenbaums (Originaltitel It Must Be Heaven) ist ein Film von Elia Suleiman, der am 24. Mai 2019 im Rahmen der Internationalen Filmfestspiele von Cannes seine Premiere feierte und dort im Wettbewerb um die Goldene Palme konkurrierte. Am 16. Januar 2020 kam er in die deutschen Kinos.

## Handlung
Der Regisseur Elia Suleiman, ein Weltbürger, ist in seinem Elternhaus in Nazareth. Seine Eltern sind gestorben, er beseitigt die letzten Spuren ihres Krankseins, indem er den Rollstuhl und anderes an eine medizinische Organisation weitergibt. Er beobachtet, wie der erwachsene Nachbarssohn einige seiner Zitronen erntet, mit der Erklärung, er hätte gefragt, wenn er jemanden angetroffen hätte. Man sieht später, dass er den Zitronenbaum durch Beschneiden pflegt. Elia pflanzt nach einiger Zeit den in der Wohnung gezogenen Zitronenbäumchen neben den großen Baum im Garten, der gegen Ende des Films auch vom Nachbarn mit gewässert wird.
Elia ist Palästinenser. Sein Ziel ist ein eigener Staat Palästina. Als Zeuge nimmt er verschiedene banale und skurrile Zustände wahr. Gewalt ist ein Thema in dem im Staat Israel gelegenen Nazareth. Doch Elia zeigt die Gewalt nicht. „Er wendet ihr den Rücken zu.“ Sie ist nur spürbar, selbst in einer christlichen Osterprozession. Der Film ist eine Aneinanderreihung von Szenen und Bildern von Zustandsbeschreibungen, als würde ein Maler Bilder davon malen. Es sind Bilder, die die Absurdität der Situationen offenlegen und dadurch komisch wirken.
Auch als er nach Paris weiterreist, dann nach New York und Montreal wird er stiller Zeuge von Bildern, die auch da staatliche Gewalt, Verfolgung und Überwachung zeigen. Seine Hoffnung, seinen Film It Must Be Heaven finanziert zu bekommen, zerschlagen sich. In Paris begründet ein alternativ angezogener, sich links und loyal der Sache Palästinas gegenüber gebender Beamter die Ablehnung des Projektes mit fehlendem Interesse der Öffentlichkeit. In New York beachtet man ihn gar nicht, nimmt sein Ansinnen als Witz.
In einigen der von Elia Salomon beobachteten Episoden agieren die Akteure ballettartig unwirklich. Im Central Park wird eine Demonstrantin in Engelskostüm, die die Fahne Palästinas auf ihrer nackten Brust trägt, von den Polizisten verfolgt, die ihre Blöße decken wollen. Sie stürzen sich über sie, aber sie ist unter Zurücklassung ihrer Flügel verschwunden. Eine zweite, besonders surrealistische Szene spielt bei der Flughafenkontrolle, bei der Elia dem Metalldetektor wie von Zauberhand durch die Luft wirbeln lässt.
In Montreal wohnt er einem Treffen arabischer Exil-Palästinenser bei. Die rhythmisch klatschenden Claqueure verhindern fast, dass die Mitglieder des Podiums überhaupt vorgestellt werden, geschweige denn zur Rede kommen.
Elia besucht einen Kartenleger und erfährt, dass der Staat Palästina kommt, aber sie, der Kartenleger und Elia, werden das nicht mehr zu ihren Lebzeiten erleben.
Zurück in Nazareth gibt es doch kleine Zeichen der Hoffnung: der neu gesetzte Zitronenbaum ist unter der Pflege der Nachbarn prächtig gediehen. Die junge Frau auf dem Lande, die er vor seine Abreise beim abwechselnden Transportieren von zwei schweren Wasserbehältern beobachtete – sie trug einen ein Stück, ging dann zurück und holte dann den anderen heran –, hatte ihre Arbeit vollbracht, das Ziel erreicht. Aufgerichtet und frei kann sie nun auf dem Rückweg beide leeren Behälter zugleich tragen. Zuletzt betrachtet er die ausgelassen tanzenden jungen Menschen in einer Diskothek.

## Produktion
Regie führte Elia Suleiman, der auch das Drehbuch schrieb. Der Film wurde von der Deutsch-Französischen Förderkommission mit 300.000 Euro gefördert.
Der Film feierte am 15. Mai 2019 im Rahmen der Internationalen Filmfestspiele von Cannes seine Premiere und konkurrierte dort im Wettbewerb um die Goldene Palme. Im Juni eröffnete der Film das Brussels International Film Festival. Am 3. Juli 2019 wurde er beim Filmfest München erstmals in Deutschland gezeigt. Im September wurde der Film beim Toronto International Film Festival 2019 im Rahmen der Sektion „Masters“ vorgestellt. Am 2. Oktober wurden mit ihm die Palestine Cinema Days in Ramallah eröffnet. Anfang des gleichen Monats wurde er beim London Film Festival gezeigt. Am 18. Oktober wurde mit ihm das Arabian Sights Film Festival Washington, D.C. eröffnet. Im Oktober 2019 wurde er beim Unabhängigen FilmFest Osnabrück gezeigt. Am 9. Januar 2020 soll er in die deutschen Kinos kommen. Ebenfalls im Januar 2020 ist eine Vorstellung beim Palm Springs International Film Festival geplant.

## Rezeption

### Kritiken
Der Film konnte bislang 96 Prozent der Kritiker bei Rotten Tomatoes überzeugen und erhielt hierbei eine durchschnittliche Bewertung von 7,5 der möglichen 10 Punkte.
Michael Meyns von der Gilde deutscher Filmkunsttheater nennt Elia Suleiman einen stillen Beobachter einer Welt, die zunehmend aus den Fugen zu geraten scheint. Besonders für seine Heimat gelte das, doch diesmal habe Suleiman keinen Film gedreht, der sich dezidiert mit dem Nahost-Konflikt beschäftigt: „Der Nachbar, der eigenmächtig den Garten Elias übernimmt verweist […] unmissverständlich – und auch ein wenig unsubtil – auf den Landraub Israels, der das von den Palästinensern bewohnte Gebiet immer kleiner werden lässt.“
Thomas Mollernielsen vom Brussels Express schreibt, der Film ermutige den Zuschauer anzunehmen, dass sein Protagonist niemals westliche Mittel erhalten werde, um seinen Film zu realisieren, und die beabsichtigte Botschaft dahinter scheint ihm klar zu sein: „Damit ein Palästinenser seiner Stimme Gehör verschafft – seiner wahren Stimme und keiner orientalisierten Karikatur davon –, darf er keine Unterstützung von früheren oder gegenwärtigen Kolonialherren des Nahen Ostens verlangen.“ Nirgendwo sei die Mehrdeutigkeit des Films so deutlich wie im Titel It Must Be Heaven (engl. für „Es muss der Himmel sein“), wenn man sich die Frage stelle, worauf genau sich dieses „es“ beziehe, ob auf Nazareth, Palästina oder die Welt, so Mollernielsen. Zweifellos habe der Film seine amüsanten Momente, gleichzeitig aber versuche er diese zu kompensieren, indem er Tiefsinn vortäusche.

### Auszeichnungen (Auswahl)
Der Film befindet sich in einer Vorauswahl für den Europäischen Filmpreis 2019. Zudem wurde It Must Be Heaven von Palästina als Beitrag für die Oscarverleihung 2020 in der Kategorie Bester Internationaler Film eingereicht, gelangte aber nicht in die engere Auswahl. Im Folgenden eine Auswahl weiterer Auszeichnungen und Nominierungen.
European Film Festival Sevilla 2019
- Auszeichnung mit dem Eurimages Award for Best European Co-Production (Elia Suleiman)[16]

Filmfest München 2019
- Nominierung für den CineCoPro Award (Elia Suleiman)

Internationale Filmfestspiele von Cannes 2019
- Nominierung für die Goldene Palme (Elia Suleiman)
- Lobende Erwähnung (Elia Suleiman)

Palm Springs International Film Festival 2020
- Nominierung als Bester fremdsprachiger Film für den FIPRESCI-Preis (Elia Suleiman)[17]

Prix Lumières 2020
- Auszeichnung als Beste internationale Koproduktion (Elia Suleiman)[18]

Unabhängiges FilmFest Osnabrück 2019
- Nominierung für den Friedensfilmpreis (Elia Suleiman)[19]